# Герб Канинского сельсовета
Герб муниципального образования «Канинский сельсовет» Заполярного муниципального района Ненецкого автономного округа Российской Федерации — опознавательно-правовой знак, служащий официальным символом муниципального образования.
Герб утверждён решением Совета депутатов муниципального образования «Канинский сельсовет» НАО № 1 от 2 февраля 2010 года
Герб внесён в Государственный геральдический регистр Российской Федерации с присвоением регистрационного номера 6016.

## Описание герба
Геральдическое описание (блазон) гласит:
В лазоревом поле золотой вогнутый столб, в оконечности достигающий углов щита, а во главе — серебряный и отвлечённый, обременённый внизу червлёной головой северного оленя настороже, и сопровождённый по сторонам обращёнными к сердцу щита серебряными навагами, по три с каждой стороны
Герб МО «Канинский сельсовет» НАО в соответствии с Методическими рекомендациями по разработке и использованию официальных символов муниципальных образований (Раздел 2, Глава VIII, п.п. 45-46), утверждёнными Геральдическим советом при Президенте Российской Федерации 28.06.2006 года может воспроизводиться со статусной короной установленного образца.

## Обоснование символики герба
Герб языком символов и аллегорий отражает природно-географические, экономические и исторические особенности МО «Канинский сельсовет» НАО.
Канинский сельсовет расположен на полуострове Канин, давшему своё наименование муниципальному образованию. Эта отличительная черта географии сельского поселения аллегорически отражена геральдической фигурой — столбом с вогнутыми краями, напоминающим очертаниями полуостров. Нижняя часть столба, выделенная цветом, образно показывает, что оконечность полуострова с мысом Канин Нос является частью соседнего Шоинского сельсовета.
Изображение оленьей головы символизируют особую роль оленеводства, которое для канинских ненцев стало основой экономического благосостояния.
Наряду с оленеводством большую роль в жизни местного населения играет рыболовство, отражённое в гербе серебряными рыбами — навагами.
Золото — символ богатства, стабильности, урожая, уважения и жизненной силы.
Серебро — символ чистоты, совершенства, мира и взаимопонимания.
Голубой цвет — символ чести, духовности, возвышенных устремлений; цвет бескрайнего неба и водных просторов.
Красный цвет — символ мужества, силы, труда, красоты, праздника.
Герб посёлка разработан Союзом геральдистов России.
Авторская группа создания герба: идея герба — Константин Мочёнов (Химки), Ирина Соколова (Москва); художник и компьютерный дизайн — Ирина Соколова (Москва); обоснование символики — Кирилл Переходенко (Конаково).